# Georgi Pawlowitsch Mischarin
Georgi Pawlowitsch Mischarin (russisch Георгий Павлович Мишарин; * 11. Mai 1985 in Swerdlowsk, Russische SFSR) ist ein ehemaliger russischer Eishockeyspieler, der zuletzt bis 2023 bei Torpedo Nischni Nowgorod in der Kontinentalen Hockey-Liga unter Vertrag stand. Mit der russischen Nationalmannschaft nahm er an der Weltmeisterschaft 2006 teil.

## Karriere
Georgi Mischarin begann seine Karriere als Eishockeyspieler in der zweitklassigen Wysschaja Liga, in der er in der Saison 2002/03 für Dinamo-Energija Jekaterinburg aktiv war. In dieser Zeit wurde er im NHL Entry Draft 2003 in der siebten Runde als insgesamt 207. Spieler von Minnesota Wild ausgewählt, für die er allerdings nie spielte. Stattdessen wechselte er zu Saginaw Spirit, das ihn beim CHL Import Draft desselben Jahres in der zweiten Runde an Gesamtposition 56 gezogen hatte in die Ontario Hockey League.
Anschließend spielte er für Neftechimik Nischnekamsk. Daraufhin erhielt der Verteidiger 2005 einen Vertrag beim HK ZSKA Moskau, für den er ein Jahr lang in der russischen Superliga aktiv war. Im Sommer 2006 wechselte der Linksschütze zum HK Dynamo Moskau, für den er eine Saison spielte. Ab 2007 stand Mischarin für seinen Ex-Club HK ZSKA Moskau auf dem Eis. Anfang Februar 2011 wurde er vom HK Metallurg Magnitogorsk verpflichtet und absolvierte für diesen bis 2013 über 130 KHL-Partien. Im Sommer 2013 lief sein Vertrag aus und Mischarin kehrte zum ZSKA Moskau zurück. Nachdem er von 2015 bis 2017 beim HK Sibir Nowosibirsk und die beiden folgenden Jahre bei Awtomobilist Jekaterinburg auf dem Eis gestanden hatte, schloss er sich 2019 Torpedo Nischni Nowgorod an. Dort beendete er 2023 seine Karriere.

### International
Im Juniorenbereich nahm Mischarin für Russland an U18-Weltmeisterschaft 2003 und der U20-Weltmeisterschaft 2005 teil. Dabei konnte er mit dem U18-Team die Bronze- und mit der U20-Mannschaft die Silbermedaille erringen.
Mit der Herren-Auswahl nahm er an der Weltmeisterschaft 2006 teil und belegte den fünften  Platz.

## Erfolge und Auszeichnungen
- 2003 Bronzemedaille bei der U18-Junioren-Weltmeisterschaft
- 2005 Silbermedaille bei der U20-Junioren-Weltmeisterschaft
- 2014 KHL-Verteidiger des Monats November

## KHL-Statistik
(Stand: Ende der Saison 2022/23)